# 10-я смешанная авиационная дивизия
10-я смешанная авиационная дивизия (10-я сад) — воинское соединение Вооружённых Сил СССР в Великой Отечественной войне.

## История
Дивизия сформирована в августе 1940 года в Западном Особом ВО. На 22 июня 1941 года управление дивизии базировалось в Кобрине, полки базировались на аэродромах Кобрин, Пинск, Пружаны, Стригово. В дивизии насчитывалось 248 самолётов типов Пе-2, Як-1, И-16, И-15, И-153, СБ, из них 19 неисправных.
В составе действующей армии с 22 июня 1941 по 17 октября 1941 и с 25 декабря 1941 по 27 января 1942 года.
Дивизия базировалась на приграничных аэродромах, которые попали под главный удар 2-й танковой группы, и что ещё более важно, на этом направлении были сконцентрированы главные силы люфтваффе. Полки, входящие в состав дивизии, утром 22 июня 1941 года подверглись нескольким ударам с воздуха. В результате этих ударов по разным оценкам понесли потери от полного уничтожения материальной части до очень больших (три четверти самолётов). В источниках советского времени называется цифра в 180 самолётов, потерянных за один день. Из оперативной сводки штаба 4-й армии следует, что «…10-я смешанная авиационная дивизия 22.6.41 г. понесла громадные потери (почти целиком уничтожены оба истребительные и штурмовой авиационные полки) в первой половине дня и участия в боевых действиях не принимала…». Тем не менее, из воспоминаний командира дивизии следует, что 22 июня 1941 года в воздух поднимались и бомбардировщики, и истребители из состава полков дивизии. Уже 23 июня 1941 года управление дивизии было отведено в тыл, где во второй половине июля 1941 года поступило в распоряжение Фронта резервных армий.
Объединив под своим началом новые полки, дивизия действует на западном направлении, включая участие в Ельнинской операции сентября 1941 года. С октября 1941 года действует в составе 43-й армии.
С 24 ноября 1941 года в составе группы генерала Петрова наносила удары по аэродромам и вражеским войскам в районах Клина, Яхромы, Солнечногорска, до 10 декабря 1941 года совершила 358 самолётовылетов, потеряв 10 самолётов.
Осенью и зимой 1941—1942 года базируется в Калужской области, в декабре вошла в состав авиагруппы генерал-майора Николаенко, которая действовала в интересах пробившегося в тыл к противнику 1-го гвардейского кавалерийского корпуса. В январе 1942 года прикрывает аэродром Перемышль, где были сконцентрированы самолёты для доставки в тыл Вяземского десанта.
27 января 1942 года управление дивизии обращено на формирование Управления ВВС 50-й армии.

## Состав дивизии
На 22.06.1941 года
Управление — Кобрин
- 33-й истребительный авиационный полк — Пружаны
- 39-й скоростной бомбардировочный авиационный полк — Пинск
- 74-й штурмовой авиационный полк — Малые Зводы
- 123-й истребительный авиационный полк — Именин, Стригово

В разное время
- 33-й истребительный авиационный полк (И-16) (1940 — 26.06.1941)
- 39-й бомбардировочный авиационный полк (СБ, Пе-2) (1940 — 28.06.1941)
- 74-й штурмовой авиационный полк (И-153, И-15бис) (1940 — 27.06.1941)
- 123-й истребительный авиационный полк (И-153, Як-1) (1940 — 01.07.1941)
- 161-й истребительный авиационный полк (21.09.1941 — 08.10.1941)
- 165-й истребительный авиационный полк (21.09.1941 — 05.10.1941, 02.11.1941 — 22.11.1941)
- 168-й истребительный авиационный полк (29.11.1941 — 16.01.1942)
- 239-й истребительный авиационный полк (22.07.1941 — 04.10.1941)
- 503-й штурмовой авиационный полк (30.10.1941 — 30.12.1941)[4]
- 511-й бомбардировочный авиационный полк (ноябрь 1941 — 16.01.1942)
- 615-й ночной бомбардировочный авиационный полк (аэр. Ногинск, 05.12.1941 — 27.12.1941)[5]

## Подчинение
| Дата            | Фронт (округ)     | Армия      | Корпус | Примечания                                                     |
| --------------- | ----------------- | ---------- | ------ | -------------------------------------------------------------- |
| 22.06.1941 года | Западный фронт    | -          | -      | -                                                              |
| 01.07.1941 года | Западный фронт    | -          | -      | -                                                              |
| 10.07.1941 года | Западный фронт    | -          | -      | -                                                              |
| 01.08.1941 года | Резервный фронт   | -          | -      | -                                                              |
| 01.09.1941 года | Резервный фронт   | -          | -      | -                                                              |
| 01.10.1941 года | Резервный фронт   | 43-я армия | -      | c 12 по 17.10.1941 в составе Западного фронта                  |
| 01.11.1941 года | Резерв Ставки ВГК | -          | -      | с конца месяца в составе резервной авиагруппы генерала Петрова |
| 01.12.1941 года | Резерв Ставки ВГК | -          | -      | -                                                              |
| 01.01.1942 года | Западный фронт    | -          | -      | в составе авиагруппы генерал-майора Николаенко                 |

## Командиры
- Белов, Николай Георгиевич, полковник (22.06.1941 — 10.1941)
- Федульев Семён Иванович, полковник (с октября 1941)